# Macareo (figlio di Elio)
Macareo (in greco antico: Μακαρεύς?, Makaréus) è un personaggio della mitologia greca. Era uno dei sette Eliadi.

## Genealogia
Era figlio di Elio e di Rodo.
Ebbe le figlie Metimna, Mitilene, Agamede, Antissa e Arisbe, ed i figli Cidrolao, Neandro, Leucippoed Ereso.

## Mitologia
Macareo e tre dei suoi fratelli erano gelosi degli studi sulle scienze di Tenage e così lo uccisero. Quando il crimine fu scoperto i quattro dovettero fuggire e Macareo andò a Lesbo dove ne divenne il re.
Le sue figlie divennero eponime delle città di Lesbo ed i suoi figli maschi presero il controllo di molte delle isole vicine: Cidrolao fu mandato a Samo, Neandro a Cos, Leucippo a Rodi (dove i coloni si mischiarono con la popolazione locale), un figlio senza nome a Chio ed Ereso diede il suo nome a una città di Lesbo. Metimna, infine, divenne sposa di Lesbo (l'eponimo dell'isola di Lesbo).